# Lumikuningatar
Lumikuningatar (No Brasil: A Rainha da Neve) é um filme de drama finlandês de 1986 dirigido e escrito por Päivi Hartzell. Foi selecionado como representante da Finlândia à edição do Oscar 1987, organizada pela Academia de Artes e Ciências Cinematográficas.

## Elenco
- Satu Silvo - Lumikuningatar
- Outi Vainionkulma - Kerttu
- Sebastian Kaatrasalo - Kai
- Tuula Nyman - Noita
- Esko Hukkanen - Narri
- Pirjo Bergström - Mielitetty
- Juulia Ukkonen - Prinsessa